# دوندارلی (قبادلی)
دوندارلی (ترکی آذربایجانی: Dondarlı) یک منطقهٔ مسکونی در جمهوری آرتساخ است که در استان کاشاتاق واقع شده‌است.

## نگارخانه

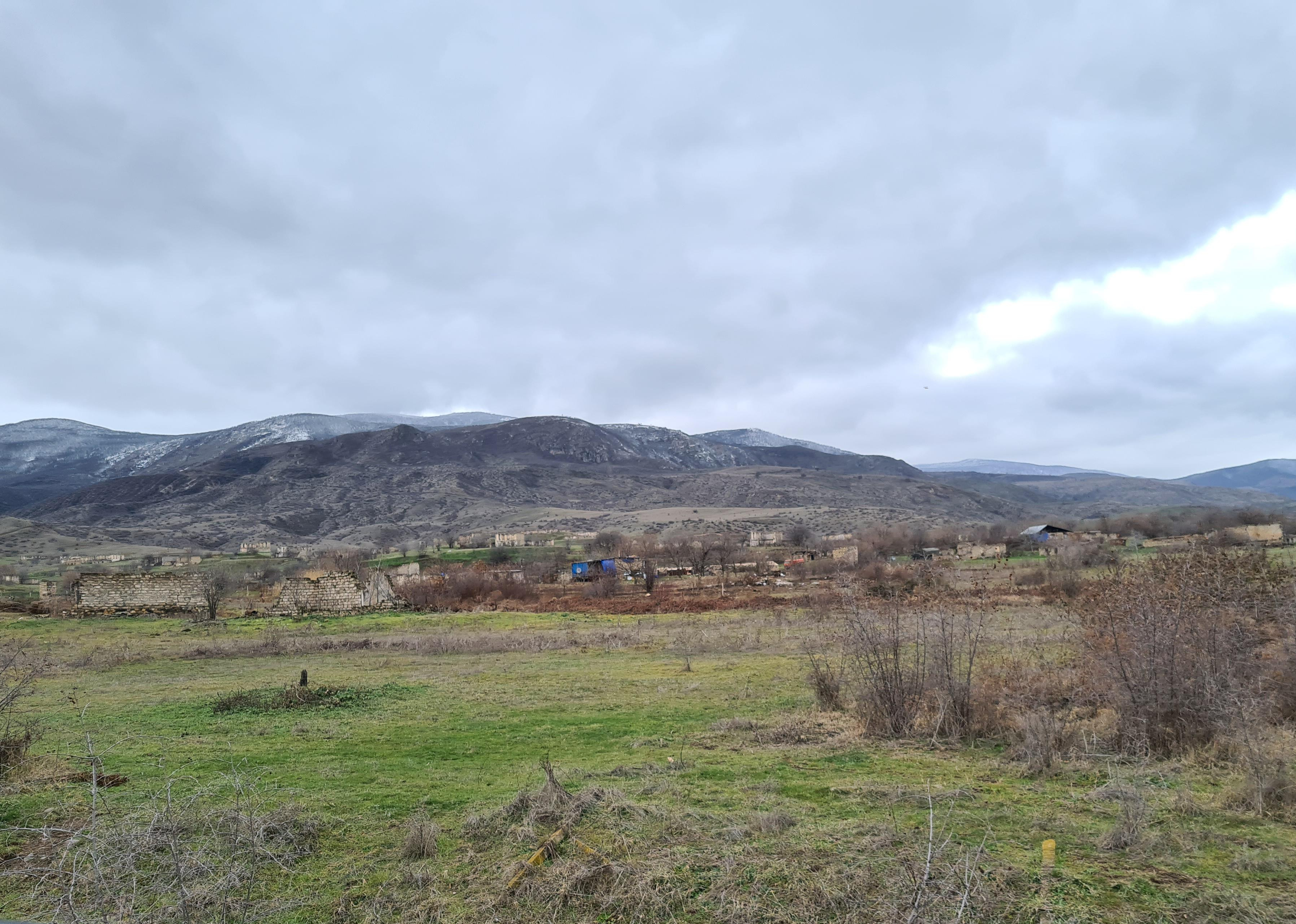
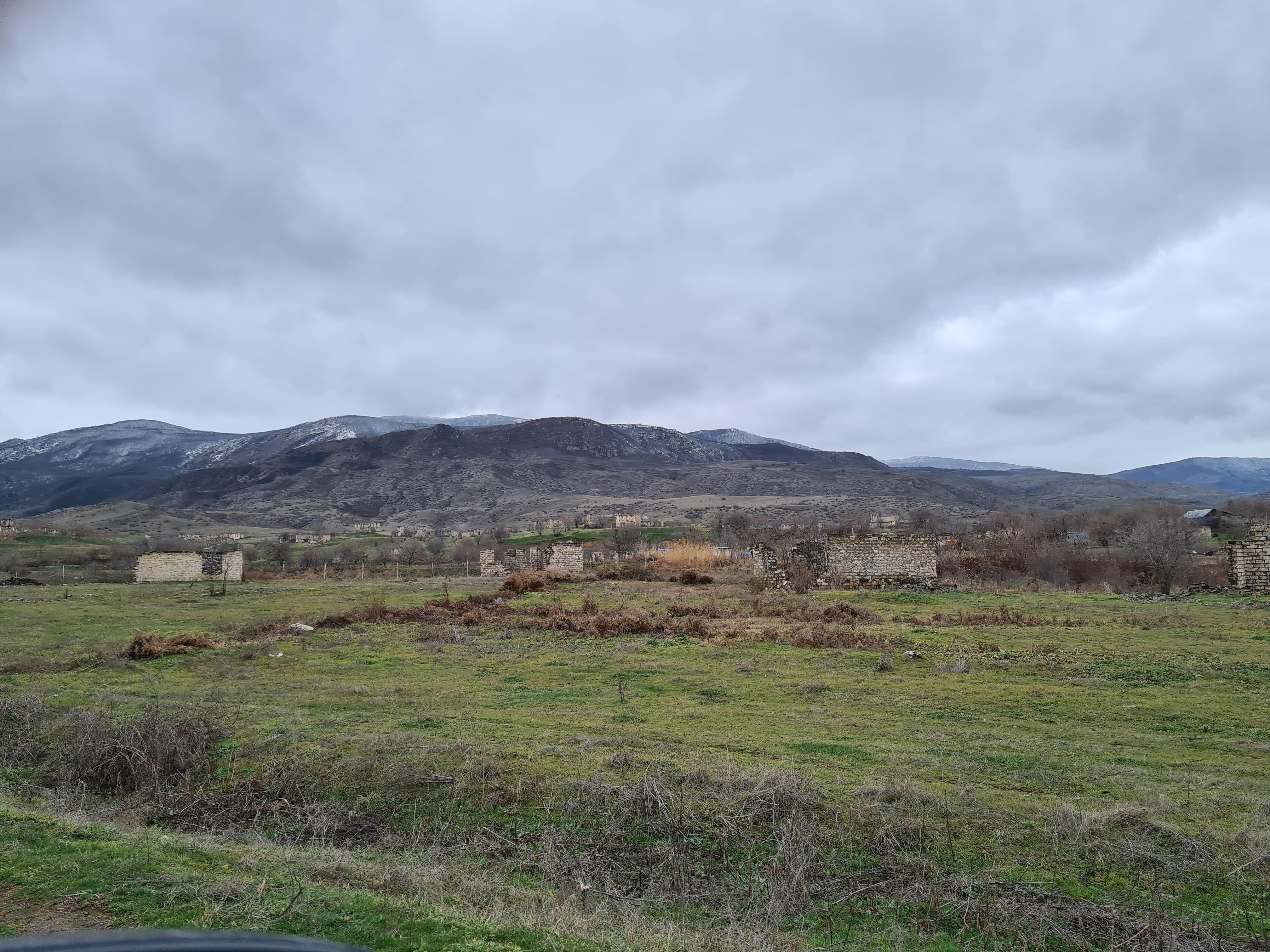
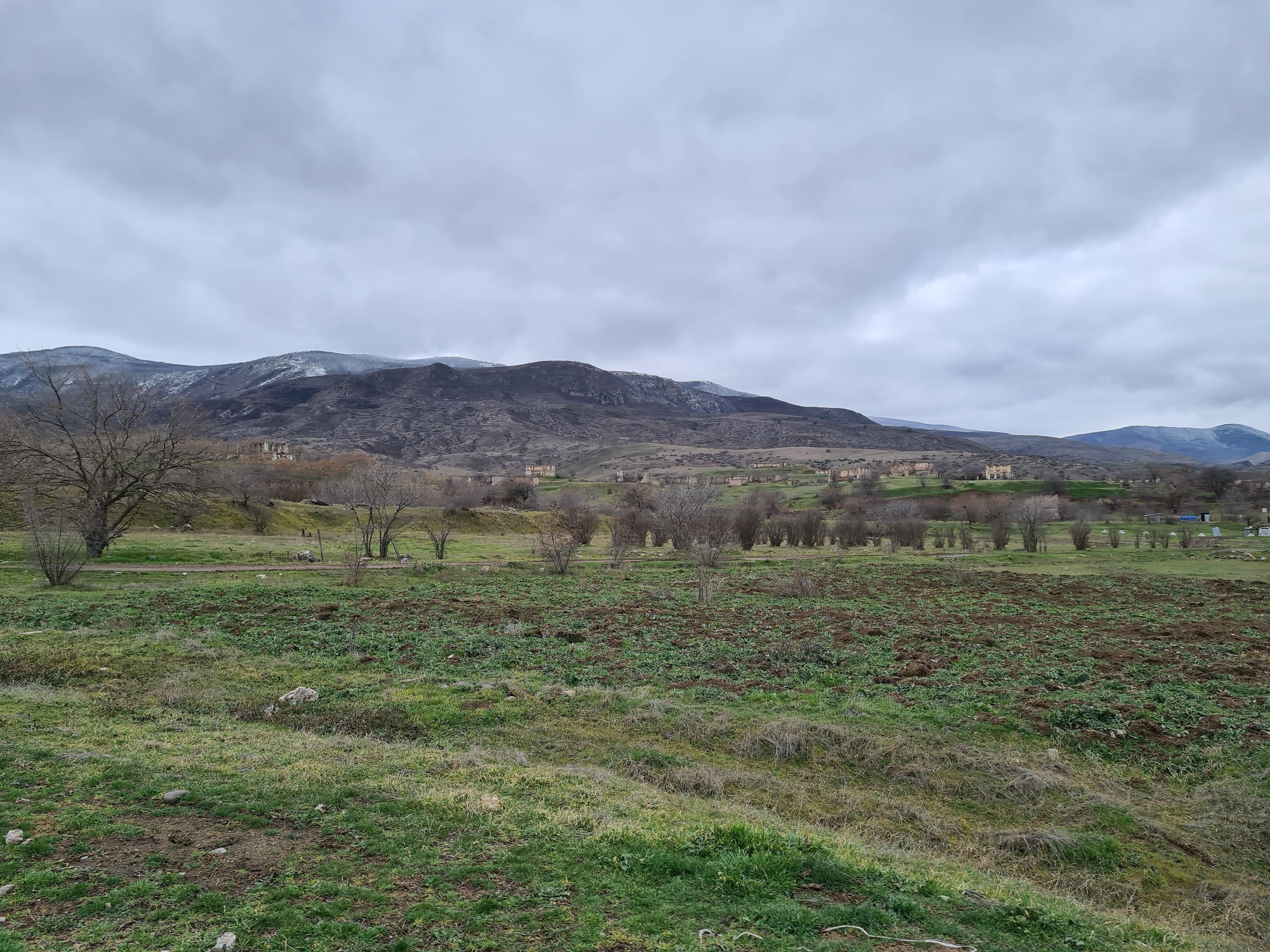
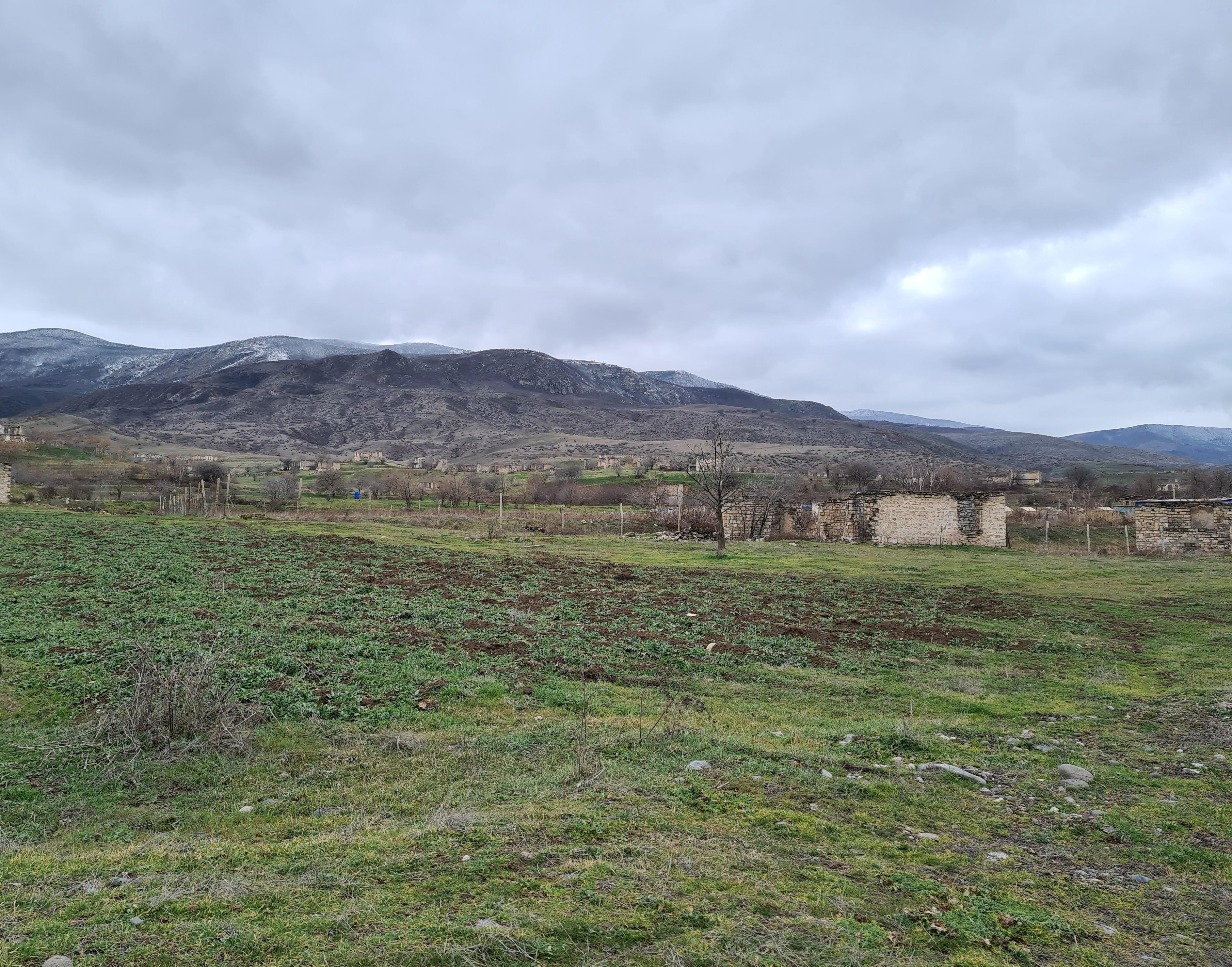